# Vittorio Claudio Surdo
Vittorio Claudio Surdo (Tripoli, 22 novembre 1943) è un ambasciatore di grado a riposo della carriera diplomatica.

## Biografia
È nato a Suq el-Jumaʿ (oggi quartiere di Tripoli in Libia) il 22 novembre 1943. Ha frequentato l'Università di Roma ed ha conseguito la Laurea in scienze politiche il 21 novembre 1967. In seguito a concorso è stato nominato Volontario nella carriera diplomatica il 7 aprile 1970 e assegnato alla Direzione Generale Relazioni Culturali, Ufficio V, il 17 agosto 1970. Il 7 ottobre 1970 è stato confermato con il grado di Segretario di legazione. Il 29 marzo 1972 è stato trasferito presso la Direzione Generale del Personale, Ufficio V..
La sua prima sede all'estero è stata Il Cairo, dove assume servizio nell'Ambasciata il 1º settembre 1973. Promosso Primo Segretario di legazione il 7 ottobre 1974, il 20 aprile 1976 è trasferito presso il Consolato Generale a Parigi con l'incarico di Primo Vice Console e successivamente di Console aggiunto (dal 1º maggio 1976). Rientrato in Italia, assume servizio presso la Direzione Generale per la Cooperazione Culturale Scientifica e Tecnica come Capo Segreteria il 1º giugno 1978. È promosso Consigliere di Legazione il 1º maggio 1980.
È nominato Consigliere presso l'Ambasciata a Teheran il 20 settembre 1981 ed è confermato nella stessa sede con funzioni di Primo consigliere il 1º gennaio 1984. Ottiene il grado di Consigliere di ambasciata il 1º luglio 1985 ed è nominato Consigliere a Bonn il 5 ottobre 1985, dove è confermato con funzioni di Primo consigliere il 2 novembre 1985. Rientra nuovamente in Italia ed è posto alle dirette dipendenze del Direttore Generale degli Affari Politici il novembre 1989. Il 29 gennaio 1990 è nominato Vice Capo del Servizio Stampa e Informazione. Il 10 giugno 1991 è nominato Capo Ufficio I della Direzione Generale Affari Politici.
Promosso Inviato straordinario e Ministro plenipotenziario di 2ª classe il 2 agosto 1991, è designato Ambasciatore a Kiev il 1º giugno 1992. Rientra in Italia e l'11 novembre 1996 è Vice Direttore Generale delle Relazioni Culturali. Successivamente è inviato in Albania quale Capo della Delegazione diplomatica speciale dal 12 giugno all'11 dicembre 1997, quando ottiene l'incarico di Capo dell'Ufficio del Segretario Generale. Promosso Inviato straordinario e Ministro plenipotenziario di 1ª classe il 6 agosto 1998, è ambasciatore ad Ankara dal 5 luglio 1999 al 2 febbraio 2004, quando è nominato Direttore Generale per il Personale del Ministero degli Affari Esteri.
Dal 22 aprile 2006 al 30 novembre 2010 è stato Ambasciatore d'Italia a Mosca, accreditato anche a Ashgabat (Turkmenistan). Dal 1º febbraio è Consulente Senior del gruppo ENEL. Dal 1º agosto 2013 è Direttore per le Relazioni Esterne e la Comunicazione di Lukoil Italia.